# Галензовский, Северин
Северин Галензовский (1801—1878) — доктор медицины, председатель совета Батиньольской школы в Париже, член польского революционного комитета в Париже, благотворитель.

## Биография
Северин Галензовский родился 25 января 1801 году, в Княжей Кринице под городом Липовцем Киевской губернии Российской империи (ныне Монастырищенский район Черкасской области Украины). 
Среднее образование получил в базилианском училище в городе Умани, а медицинское образование в Виленском университете (1819—1824), где окончил курс лекарем I отделения.
Оставленный при университете, 9 июня 1824 года Северин Галензовский был удостоен степени доктора медицины за диссертацию «De variola mitigata» (Вильно, 1824) и в том же году назначен адъюнкт-профессором хирургии. 
В 1827 году в Вильно он первым в Российской империи попытался произвести овариотомию, однако, из-за больших сращений операция не была выполнена как планировалось.
В 1828 году был отправлен в командировку на два года за границу. По возвращении принимал участие в польском восстании, после чего был вынужден эмигрировать. Сначала проживал в Германии (Геттинген и Берлин), а затем перебрался в Новый Свет. Поселившись в Мексике, он приобрел славу выдающегося врача и накопил значительное состояние. 
В 1848 году Галензовский поселился во Франции и сделался председателем совета Батиньольской школы в Париже для детей польских эмигрантов; до 200 мальчиков содержались здесь за его счёт. 
Во время польского восстания 1863 года был членом польского революционного комитета в Париже. 
Северин Галензовский умер в городе Париже 31 марта 1878 года. 
Его многочисленные научные труды, которые он писал по-латыни и по-польски, в немецком переводе были напечатаны в «Journal für Chirurgie» Gräfe и Walter’а за 1829 год.